# Welf II (hrabia)
Welf II (zm. 10 marca 1030) – szwabski hrabia i członek rodu Welfów.
Był młodszym synem hrabiego Rudolfa II z Altdorfu (dziś Weingarten).
Welf sprzymierzył się z księciem Ernestem II Szwabskim przeciw cesarzowi Konradowi II, którego zresztą nie poparł podczas elekcji w 1024 roku. Hrabia został jednak pokonany przez cesarza w 1027, w wyniku czego stracił część swoich dóbr. 
Został pochowany w klasztorze Altdorf.